# Супер-Фарм
Super-Pharm (ивр. סופר-פארם‎ Супер-Фарм) — крупнейшая розничная аптечная сеть в Израиле, имеющая отделения в Польше и Китае. Владельцами сети является семья Коффлер. Сеть владеет одноимённым логотипом, а также торговыми марками «Life» и «LifeStyle», а также «Shoppers Drug Mart» в Канаде. В 2007 году продажи в сети составили 670 млн долларов США.

## История
История компании началась с двух аптек, открытых Леоном Коффлером в Торонто, в 1921 году. В 1941 году его сын, Мюррей Коффлер получил эти две аптеки в наследство и назвал их «Koffler’s Drugs» (Лекарства Коффлера), а уже к 1962 году сеть выросла до 17 аптек, которые Мюррей к тому времени переименовал в «Shoppers Drug Mart». В течение 1970-х, Коффлер посетил Израиль, после которого он решил основать в стране аптечную сеть, похожу на ту, которой он владел в Канаде. В 1979 году первое отделение Супер-Фарма было открыто в квартале Неве Амирим в городе Герцлия, Израиль.
Новая аптека отличалась от остальных традиционных аптек тем, что работала в шаббат (по субботам), а также продавала не только лекарства. Два года спустя, вторая аптека открылась в Иерусалиме, а в 1985 году открылось отделение в торговом центре Аялон — это было первое отделение Супер-Фарма, открытое в торговом центре.

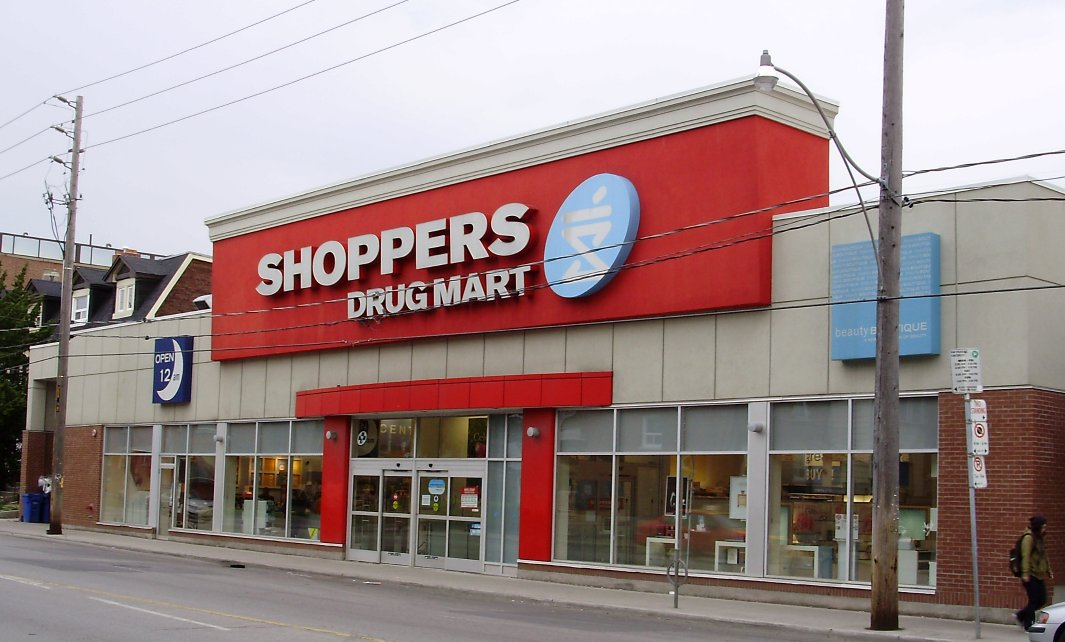
Отделение в Торонто

## В настоящее время
По состоянию на 2011 год, сеть насчитывает 190 аптек по всему Израилю. В 2008 году сеть несколько видоизменила логотип, впервые с момента основания компании. К 2007 году в Китае открыто 65 аптек и 20 аптек в Польше. С 1995 года, сеть продает различные продукты под собственными торговыми марками «Life» и «LifeStyle» (которые также продает и канадская сеть «Shoppers Drug Mart»). Эти продукты включают примерно 400 различных косметических средств, лекарственных препаратов и пищевых добавок. В 2007 году продажи препаратов под маркой «Life» составили примерно 13 % от продаж всего ассортимента.

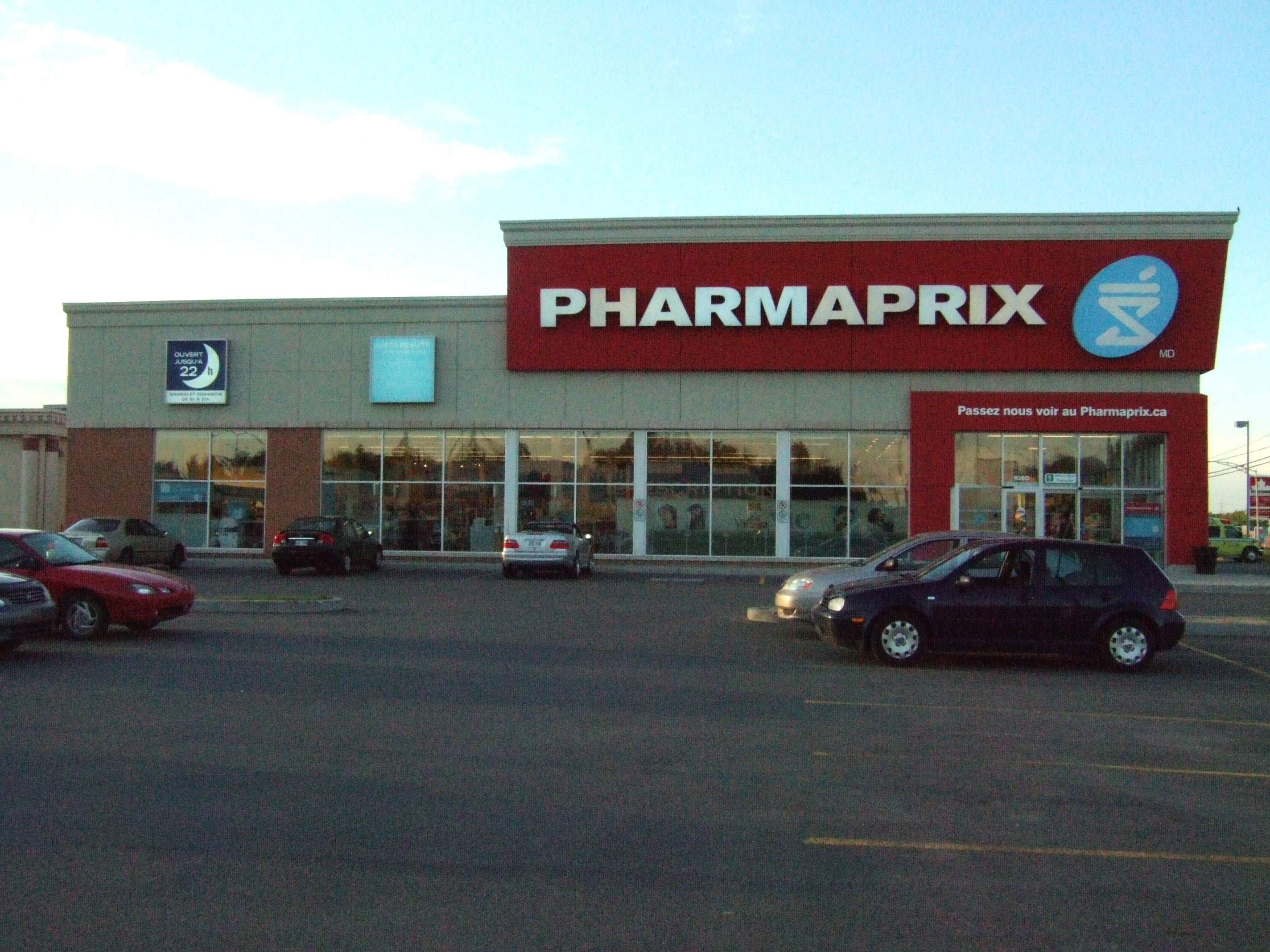
Отделение в Канаде

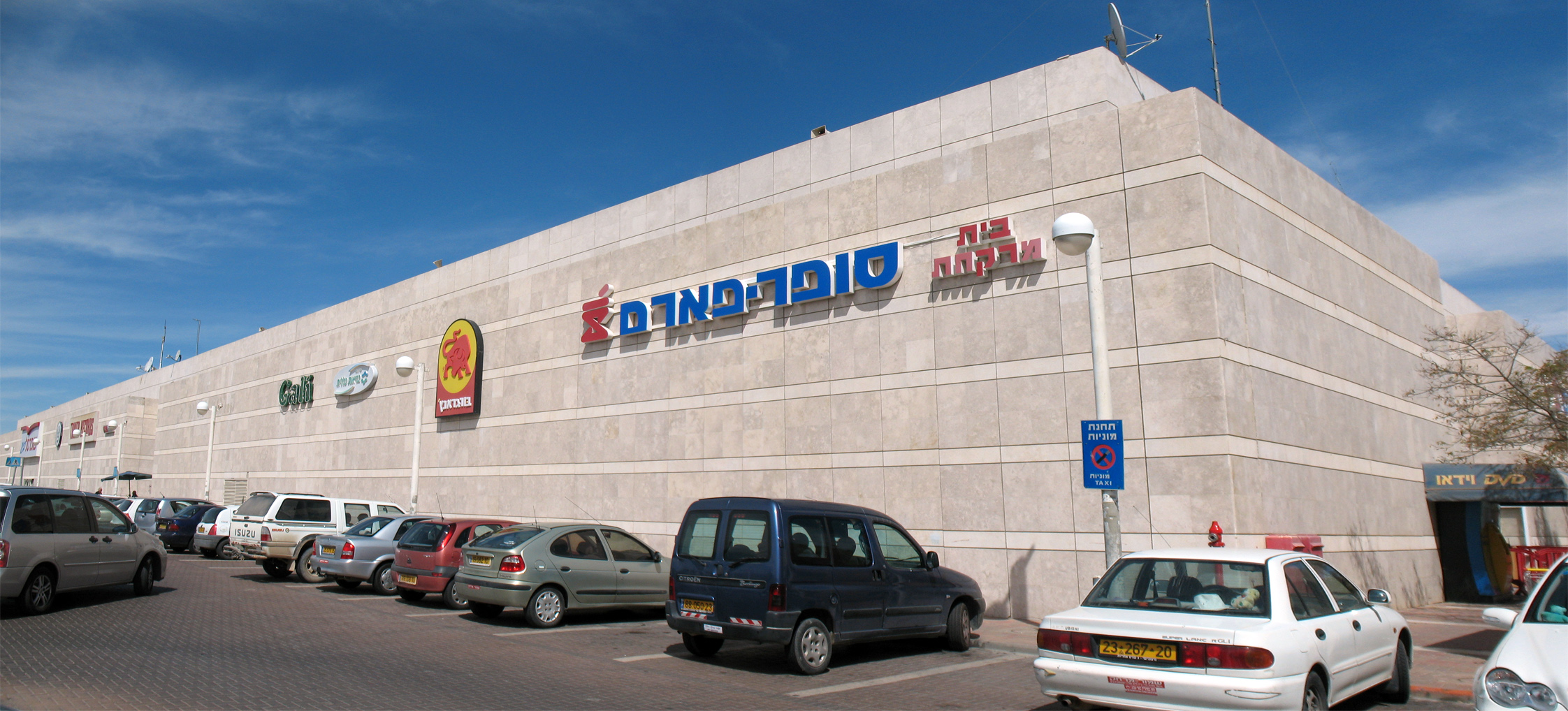
Отделение «Супер-Фарма» в торговом центре города Арад, Израиль

## Описание аптеки
Расположенные в торговых центрах, центрах городов и центрах кварталов, аптеки Супер-Фарм как правило занимают площадь не менее 500 кв.м. Это значение увеличивается, так как со временем открываются все более крупные аптеки. Каждая аптека поделена на следующие отделы:
1. Аптечный отдел: главный отдел каждого отделения, в котором отпускаются лекарства по рецепту, а также без него.
2. Оздоровительное питание и пищевые добавки: в отделе предлагаются витамины, минералы, диетические добавки, лекарственные травы, природная косметика, пищевые продукты для оздоровления.
3. Косметика
4. Туалетные принадлежности: шампуни, дезодоранты, краски для волос, продукты для бритья и прочее;
5. Средства детской гигиены;
6. Препараты собственной марки Супер-Фарма «Life»
7. Клуб «LifeStyle»: основан в 1997 году. в настоящее время в него входят примерно 300.000 покупателей. Существует также кредитная карта «LifeStyle», которая выпускается компанией Isracard/MasterCard. Члены клуба получают скидки на товары по специальным купонам или в специальные дни.

## Мероприятия

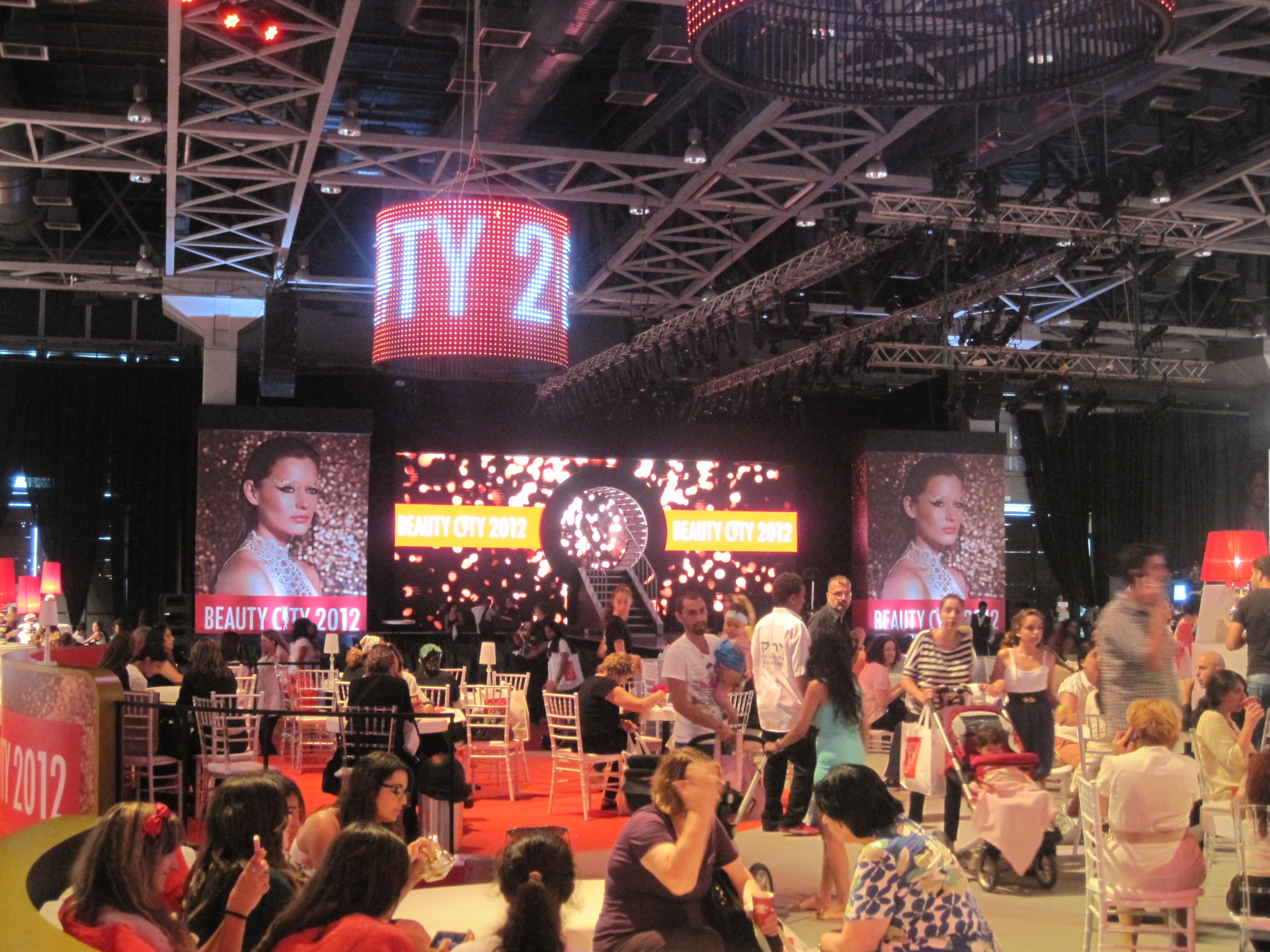
Выставка-распродажа Beauty City сети Супер-Фарм в 2012 году

Торговая сеть проводит ежегодные мероприятия, такие как тематическая выставка-распродажа: товары для детей, либо товары для красоты (см. илл.). Выставки проводятся в Ганей Тааруха в Тель-Авиве и длятся 1-2 дня.
Ежегодно, обычно в последние 3 недели июля, проводятся специальное мероприятие Summer sale, когда многие товары продаются со значительными скидками. Кроме того, два раза в год проводится «День Life Style», когда владельцы клубных карт могут купить определённые товары со скидкой.